# フーゴ・ラッサール
フーゴ・マキビ・エノミヤ＝ラッサール（Hugo Makibi Enomiya-Lassalle, 1898年11月11日 - 1990年7月7日）は、ドイツ生まれのイエズス会員で、カトリック教会の司祭、宣教師。日本語表記では姓と名がそれぞれ、フーゴーともラサールとも、あるいはまれにラッサルとも表記される。1948年（昭和23年）に日本に帰化しており、日本名は愛宮真備（えのみや まきび）。英語版ウィキペディア “Hugo Enomiya-Lassalle”にある英語表記 Aiun-ken は、ラッサールの禅仏教上での名乗り愛雲軒の音訳。
キリスト教の聖職者として初めて、坐禅を宗教生活のなかに実践的に導入した。1945年（昭和20年）8月6日に広島市の幟町天主公教会（幟町教会）で原子爆弾の投下に会い直接被爆したことで、犠牲者への慰霊のためだけではなく、世界平和を目指した祈念の場の必要性を痛感し、ヒロシマの地に世界平和記念聖堂を建設することに尽力した。それら広島の文化福祉の発展に広く貢献した功績が認められて、1968年（昭和43年）4月広島市の名誉市民として顕彰されている。
帰化名にもよく現れているように日本文化に対する造詣が深く、特に日本人の霊性への関心から禅宗に深い興味を抱き、自ら参禅しただけでなく他のキリスト教関係者にも積極的に坐禅を勧めた。日本国外ではむしろ、その理論と実践において「カトリック禅」ともいえる新境地を開拓したことで知られる。

## 生涯

### 生い立ち
1898年（明治31年）11月11日にドイツ帝国ヴェストファーレン地方（現在のノルトライン＝ヴェストファーレン州）ニーハイムエクステンブロック（Externbrock）で誕生。祖先はおそらくフランスから亡命したユグノーであると考えられている。小学校4年生からギムナジウムに進んだ後、その8年目(Unterprima)に徴兵されて、第一次世界大戦中西部戦線に送られた。負傷と関節リウマチのために何度か入院したが、1919年（大正8年）に高等上等兵(Obergefreiter)で除隊。2級鉄十字勲章受章。

### 修業時代
1919年（大正8年）4月25日にイエズス会に入会。当時ドイツのイエズス会西管区に所属する修錬院は、国境で接するオランダのシェーレンベルフにあり、そこで2年間の修練期を過ごしたのち、オランダの南ホラント州ファルケンブルフの聖イグナチオ大学で学ぶ。またイギリスのストーニーハースト・カレッジやヘイスロップ・カレッジなどでも、哲学を3年間、神学を4年間ほど学び、哲学博士号取得。1927年（昭和2年）神学課程の3年目終了時に、ファルケンブルフにて司祭に叙階された。
フランスのアミアンで受けた第三修練の期間中に神秘思想に興味を抱き、十字架の聖ヨハネやアビラの聖テレサの著作を熱心に読み込む。この経験がのちに東洋の神秘主義思想とも言える禅体験と呼応して両者が結びつき、独自の道を切り開いてゆくことになった。

### ミッション
ローマ法王庁から当時ドイツのイエズス会西管区に与えられたミッションに日本があり、そこでの主な事業内容は上智大学での教育であったため、ラッサールは1929年（昭和4年）に上智大学に派遣されることになった。しかしラッサールは当初アフリカのハンセン病院への派遣を望んでいたこともあって、大学で学生相手にドイツ語を教えることよりも、市井の人々の間に積極的に飛び込んで社会事業を行なうことを好み、関東大震災の被災者が多く住んでいて、1931年（昭和6年）当時東京市最大の困窮地帯であった荒川区三河島に、学生たちと活動するための拠点となる「上智セツルメント」を設立した。
1935年（昭和10年）ドイツ本国のイエズス会管区長クライン神父が、ラッサールを37歳の若さでイエズス会日本管区の上長に任命すると、立場上住み慣れた下町から上智大学に付属するS.J.ハウスに移らなければならなくなった。そこでラッサールは一計を案じ、上長の権限でイエズス会の日本管区（ミッション）の本部自体を広島に移してしまう。それまでパリ外国宣教会に委託されていた大阪教区のうち、広島・岡山・山口・島根・鳥取の中国地方5県を含んだ西地域が1923年（大正12年）に正式に分割され、広島代牧区としての布教活動がイエズス会ドイツ西管区に委ねられていたからである。ラッサールが広島で原爆に被災してしまうのも、このような経緯による。
当時広島の幟町にあった幟町天主公教会は古い木造の和風（日本様式）の平屋建ての建物で、室内も畳敷きの小さな教会であった。日本管区長として数名の部下を伴った執務をとるために、1936年（昭和11年）事務所兼住居として新たに司祭館を建設し、岡山にあった教区長館自体も広島に移されて教区長もそこに移り住むようになった。司祭館は西洋風の小屋裏3階建てのしっかりとした建物であり、日本の地震を極度に恐れていた設計者のグロッパー修道士は「近所のどんな建物よりも8倍は強い」と自慢した。実際、爆心地から1.2kmの距離にあって聖堂を初めとする周囲の建物がことごとく倒壊したなかで、室内は損壊したものの躯体は爆風にも耐え、その後類焼したとはいえ司祭館の中にいたラッサールたち5名の命を救うことになったのである。

### 原爆被爆
ラッサールが被爆してしまうのも、当時日本と同盟関係にあった枢軸国側のドイツ出身であり、1941年（昭和16年）12月8日の太平洋戦争勃発以降も日本国外退去を免れたからである。1945年8月6日午前8時15分のその時、自室の窓際に立っていたラッサールは、背中に爆風で割れたガラス片を浴びることになってしまった。
以下はその時の様子のラッサール自身による直接証言である。
重傷を負ったラッサールは、広島市郊外の祇園長束にあったイエズス会修練院まで担架で運ばれたあと、そこで援助修道会（煉獄援助姉妹会）の看護を受けながら数週間床につかなければならなかった。
しかし同年12月には、石門と石塀だけが焼け残った幟町教会の敷地にまず2坪ほどのバラックを建て、そこを道具小屋兼住居として移り住む。翌年1946年（昭和21年）1月には、住宅営団から買い入れたプレハブ住宅を2棟つないで12畳ほどのスペースを確保し、とりあえず聖堂と伝道集会所の形が整うことになった。3月にはもう1棟分をつなぎ合わせて主任司祭の住居とし、4月には聖母幼稚園も再開。そして暮れも押し迫る12月になってようやく、焼け残っていた基礎の上に以前とほぼ同じ姿で司祭館が再建されたのである。

### 世界平和記念聖堂

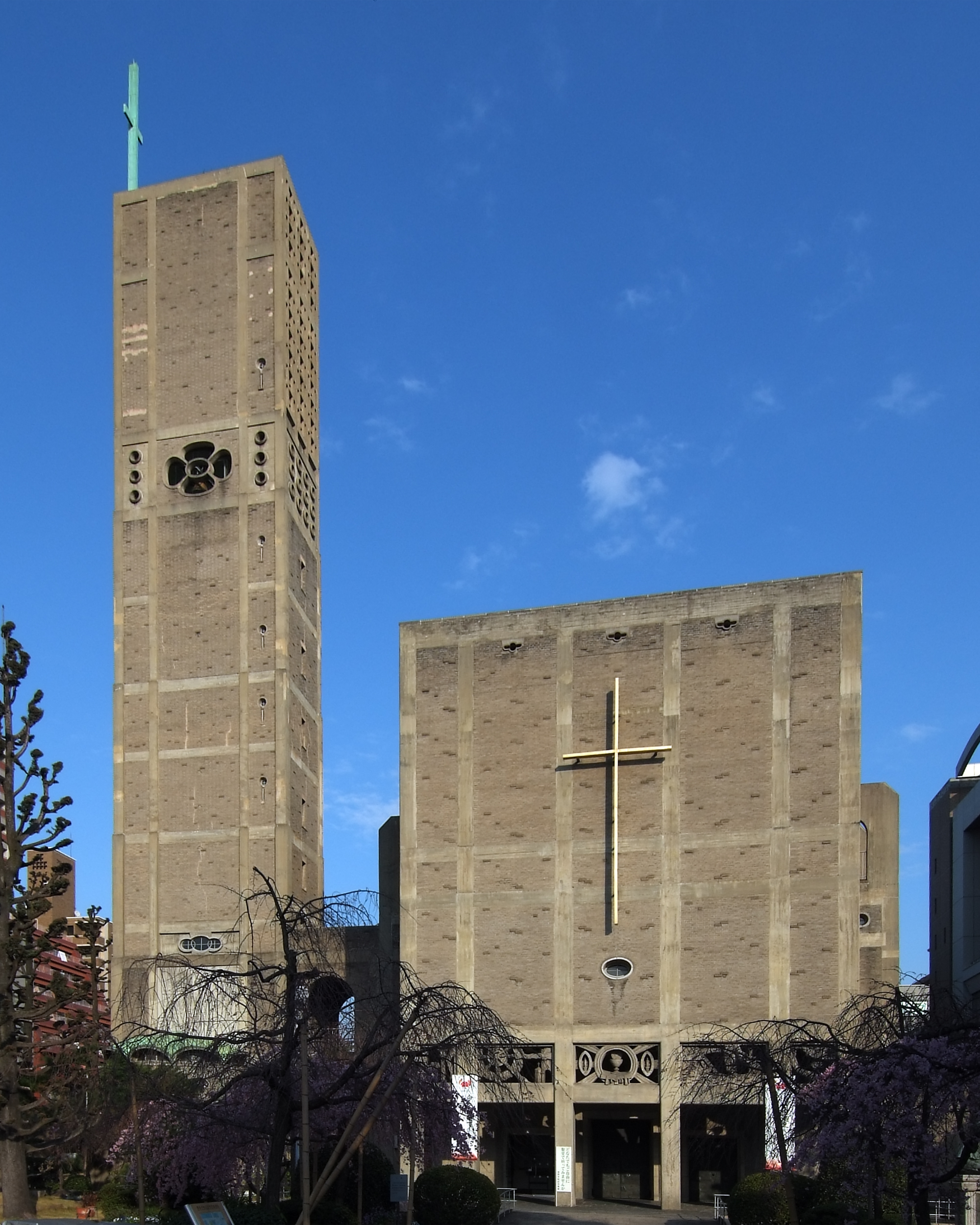
2006年広島ピースセンターと共に戦後の建築物として初めて国の重要文化財に指定された

#### 建築競技設計
たったひとつの爆弾によってひとつの都市が完全に破壊されただけでなく、そこに住む20万以上もの人々が一瞬のうちに死傷し、しかも放射能による破壊力は長く被災者を苦しめたのみならず、世代を超えた影響さえ心配されていた。科学技術の進歩がもたらしたこの新たな近代兵器の悪に打ち勝つほどの希望を与え、人々が再び立ち上がって建設的に生きて行くためには、建築がそのマイナスの力に拮抗するだけのプラスの力強さを持っていなければならなかった。
それゆえその建築が持つべき性格は、理念から言っても規模の面から言っても、広島の原爆の犠牲者への慰霊だけでなく、戦争によるすべての犠牲者への祈りが心ある人々を引き付け、真の世界平和を築いて行くための運動の起点となるようなものでもなければならず、民族も宗教も国家も超えたすべての戦争犠牲者の上に築かれた、新たな精神文明の礎となるものが求められているとラッサールは考えたのである。
原子爆弾が人間に及ぼす破壊力を直接経験したラッサールのこの直観に基づく壮大なビジョンは、必ずしも初めから人々の積極的な理解を得られるものではなく、いずれそのような大聖堂に発展するにせよ、まずは自分たち教区の信者のために身の丈に合った教会堂建設をと周囲は望んだが、このことに関してはラッサールは頑であった。
1946年（昭和21年）3月、ラッサールはイエズス会の総会に出席するためにローマに旅立つ。同年9月には、時の教皇ピオ12世に個人謁見した機会を捉えて自らの構想を披瀝し、まずローマ法王庁のお墨付きを取り付けた後、自身はヨーロッパ、北米および南米をめぐって世界にヒロシマの惨状を報告しながら、世界平和記念聖堂建設に向けた協力を仰いだのである。この旅は、ラッサールにとって1年有余の長きにわたるものとなった。
1947年（昭和22年）も後半になって帰国すると、聖堂建設を単に広島教区の問題としてではなく、第二次世界大戦の敗戦後に新たに平和国家として再出発した日本全体のものともするために、この建設計画自体を朝日新聞社の後援を得て「平和記念広島カトリック聖堂建築競技設計」とし、1948年（昭和23年）3月28日の復活祭の日を期して朝日新聞紙上に発表した。前年に行なわれた仙台市公会堂コンペとともに、日本建築界にあっては戦後建築史の幕開けを告げる当時最大級のコンペであった。しかもラッサールの掲げた高邁な理念によって、日本近代建築史上初めて世界の目を意識したコンペともなったのである。コンペは次ぎのような条件を明確に掲げる。
自身が体験することになったテクノロジーの進歩による未曾有の惨禍にもかかわらず、ここでまず明確にモダニズム様式であることが謳われているのは、ラッサールが科学技術の進歩を必ずしも否定せず、それは人類にとっての誇りであり、むしろ技術の進歩を人類の使命であるとさえ見ていたからである。しかし世界が平和であるためには、まず人間の心が平和でなければならず、したがって科学技術を使わざるを得ない人間自体は、理論やイデオロギーに支配された人間ではなく、まずもって霊（Geist）によって支配された人間でなければならないと考えていた。
物資不足に見舞われた太平洋戦争の戦時中をくぐり抜けて第二次世界大戦敗戦直後の困窮した時代に行なわれた第二次世界大戦後初とも言える大きなコンペであり、賞金が高額であったことも手伝って177名もの応募があったが、要項に掲げられた高度な条件を完全に満すものがなく、1等当選は該当者なしとされた。それで聖堂の設計自体は結局、審査員の一人でもあった表現派の実力者村野藤吾が自ら行なうことになって、このことは建築界に少なからぬ波紋を呼び起こすことになったが、村野藤吾は設計料の受け取りを辞退しており、のちに村野は1980年（昭和55年）8月3日、自身で設計した西宮トラピスチヌ修道院で曾孫と共にラッサールからカトリックの洗礼を受けている。

#### 日本への帰化
世界平和記念聖堂の建設が次第に具体化して行くなか、ラッサールは1948年（昭和23年）10月25日、国籍を日本に移している。帰化名にある愛宮真備の「真備」という名は、遣唐使として日本に唐の先進的な文化を持ち帰り、また造東大寺長官として奈良東大寺の建設に携わった奈良時代の大学者吉備真備（695年-775年）に因んだものである。姓の「愛宮」の方は、日本書紀の中で神武天皇が東征の際に行在所を阿岐国（安芸国）の「埃宮（えのみや）」（現在の広島市郊外安芸郡府中町）に置いたという記述を踏まえて、その故地を音（おん）で表すと共に、文字通り神を愛するという意味であると考えられている。吉備国の生まれであった吉備真備の姓名が、「吉備の出の真備」であることの名乗りであることに従えば、「愛宮」すなわち愛の神であるキリストを祀る宮（教会）に住まう「（キリスト教会出身の）真備」という意味であるとも考えられる。
吉備真備というと岡山県倉敷市真備町が有名であるが、岡山県倉敷市真備町箭田にある吉備公産湯の井戸には、ラッサールが建てた顕彰碑があり、ラテン語と日本語でそれぞれ次ぎのような賛がしるされている。

#### 記念聖堂建設

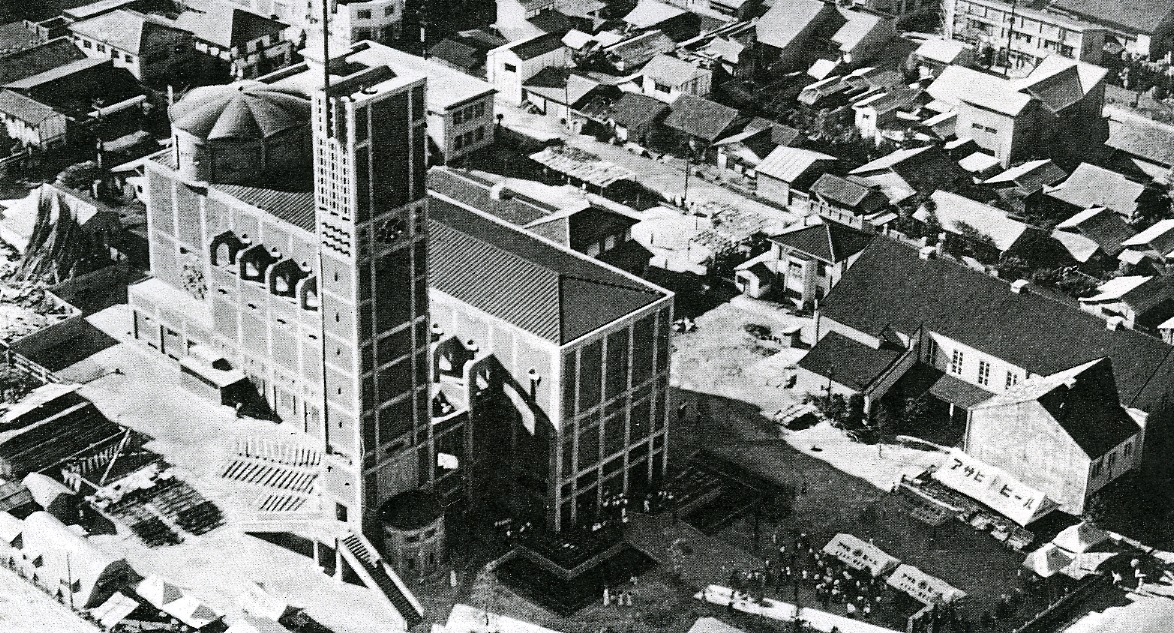
北西からの俯瞰による竣工当時の全景

1948年（昭和23年）に帰化したことで名実共に広島市民となったラッサールは、翌1949年（昭和24年）には自ら幟町教会の主任司祭となって大聖堂建設へ向けて陣頭指揮に当たることになった。しかし、三角州の上に発展して来た広島市の地盤が軟弱で基礎工事が難航したのを皮切りにして、1950年（昭和25年）工事と期を同じくするようにして始まった朝鮮戦争の影響で建設資材が数倍にも高騰するなど、当初から建設は困難を極めた。建設工事が中断するたびに、ラッサールは建設資金の手当に奔走しなければならなかったのである。そこで翌1951年（昭和26年）1月には「世界平和記念聖堂後援会」の名称を「広島平和記念聖堂建設後援会」と変えた上で、新たに名誉総裁に高松宮宣仁親王を戴き、総裁には吉田茂内閣総理大臣を迎えて、広島県出身の池田勇人大蔵大臣が実質的な取りまとめ役である会長発起人となって、国内での募金活動を支えることになった。
「慰霊のための聖堂」からより理念的な「平和を希求する聖堂」へというラッサールの掲げた建築理念は、1949年（昭和24年）8月6日に施行された広島平和記念都市建設法の理念とも共鳴するようになり、1952年（昭和27年）には「広島平和記念聖堂建設に対する感謝決議文」が広島市議会より満場一致で送られている。聖堂建設は単にカトリック教会だけのものではなく、次第に宗派や宗教を超えて広く広島市民のものともなって行ったのである。それによってドイツケルン市よりパイプオルガンが、ボーフム市からは鋼鉄製の鐘が、ドイツボン市からは聖櫃が、ベルギーからは大理石の祭壇などが、広島市に寄贈される形で建設現場に届けられた。また日本国内外よりの献金はもとより、アメリカのニューヨークの実業家トーマス・A・ブラッドレーからの多額の資金援助によって内陣上部のドームが手当てされるなど、世界中からの善意によって聖堂としての形が整って行き、1954年（昭和29年）8月6日の広島の原爆慰霊日に献堂式が行うことが出来た。
しかし献堂式当日には聖堂内陣にモザイク画もなく、窓にはステンドグラスではなくて無色透明のガラスが嵌められていただけであった。それから8年後の1962年（昭和37年）になってようやく、広島教区の司牧がイエズス会から教区司祭に任されるのと時を同じくするようにして、届けられた最後のステンドグラスが聖堂最上部の窓に嵌められて、聖堂は真の完成を見たのである。そして聖堂建設に心血を注いだラッサールもそれを見届けるかのように、広島の地を去ることになった。広島の川の砂を使ってコンクリートをつくり、積み上げられたコンクリートレンガの数は、原爆で失われた犠牲者の数にも匹敵するとも言われる。世界平和記念聖堂は、2007年（平成19年）日本を代表する建築家丹下健三の広島ピースセンターと共に、第二次世界大戦後の建築物として初めて日本国の重要文化財(建造物）に選ばれている。

### 禅とキリスト教神秘思想

#### 実践
ラッサールが宗教的な枠組みを一歩踏み込んで、坐禅を自らの宗教生活に取り入れるようになったのは、津和野にある永明寺での1943年（昭和18年）の参禅会がきっかけだった。ラッサールの禅に対する関心の因って来るところは、キリスト教伝道に際してまず日本人の伝統的な霊性を知る必要性があったからであり、いわゆる「人を見て法を説け」というわけである。
しかし体験的に禅の精神に触れてみると、ラッサールは黙想や観想といったキリスト教的修徳法と共通するものをそこに感じ、完全な自己放棄によって神と人との合一を目指すキリスト教神秘主義思想にいう注賦的観想（受動的な脱魂状態に至って神のビジョンを直接受け取ること）への精神的な準備として、坐禅が非常に効果的だと思うようになっていった。長きにわたる宗教的伝統によって高度にマニュアル化された禅の修法が、物質的な豊かさに振り回される現代人にとっては優れた実践的瞑想法だと思ったのである。
1954年（昭和29年）に世界平和記念聖堂が完成した後、1956年（昭和31年）にまず福井県小浜市にある発心寺の原田祖岳（1871年-1961年 / 曹洞宗大学〈現・駒澤大学〉教授）のもとで、のちには原田祖岳の法系を受け継ぐ山田耕雲（1907年-1989年 / 1954年〈昭和29年〉に結成された曹洞宗系の宗教法人三宝教団第2祖）の指導を仰いで、本格的な修行に入った。
1961年（昭和36年）になると、広島市の郊外可部町南原峡に禅道場「神冥窟」を建設。ラッサールは自ら参禅しただけでなく、信者にも接心を指導するようになったのである。坐禅の進め方や食事法は禅仏教の伝統的な作法を守って行なわれたが、道場での一日は早朝のミサから始まって夜のお祈りで終わるように完全にキリスト者のそれであり、ラッサールの禅に対するアプローチは理論的な意味においてもあくまで方法論的な捉え方であって、そこには神学的に言って、仏教とキリスト教との間の教義的なシンクレティズム（諸宗混交）といった要素は全くなかった。それゆえラッサールは自らの禅修行において、公案という方法だけは取り入れなかったのである。しかしラッサールの禅修行への取り組みは真剣そのものであり、のちには世界平和記念聖堂の地下聖堂で坐禅を組む姿も目撃されている。

#### 理論
キリスト教には口祷や念祷のほかに、黙想や観想などのいくつかの確立された瞑想法があるが、通常そこにはイエス・キリストなり聖母マリアの事績などの明確な志向対象がある。キリスト教は愛を説き、愛には対象が必要であるからである。それに対して仏教は一切無常を説いてそこに慈悲はあるが、人間の積極的な行為の実効性を認めない。仏教にいう見性とは己の仏性を見つめ直すことであって、自己を超越した他者としての神を見ようとすることではないからである。禅定とは認識を万有と一致させ（悟り）、輪廻転生する生命の循環的な在り方から離れて（解脱）、万有そのものと化そうとすることである（涅槃）。
覚者は自己を限られたものとしているあらゆる「とらわれ」を廃して無我の境地に至り、さらにはその無の境地に至ろうとする己の作為さえをも滅却して、論理的な階梯を超えた解脱に至ろうとする。禅宗が時に背理的な矛盾を含んだ公案という方法を用いるのもそれゆえであり、人が人として捕われている所与（キリスト教的に言えば原罪）である条理や情理を破脚し、日常的な理性や感情を棄却して無念無想の瞑想状態に至り、その認識を通して絶対的な自由の境地である涅槃に達しようとするのである。その消極的な能動性を称して解脱という。
対して人間が原罪のうちにあるとするキリスト教にとっては、そのような自らの立ち位置に仏性（キリスト教的に言えば神性）を見出すことは神を見ること（見神）ではない。キリスト者は祈りや召命に基づいた行為を通して神の愛を信じ、神の愛によって唯一永遠なる神とひとつとなることで初めて永遠の命を得られるとするからである。愛によって神と人格的に結びつかない行為や祈りは如何なるものであっても結局何ものでもないのである。神の愛による救済という超自然的神秘体験を可能にするためにこそ、神の呼びかけに答える応答性を神から求められているのである。その積極的な受動性を称して恩寵という。
ラッサールが禅修行に求めた無念無想も、神との合一を妨げる神と個我の間にある障害を取り除こうとしたからであって、神の意志をより直接的に頂くための準備として無私を得ようとしたのである。ラッサールは、悟りとは自己を完全に放棄して存在そのものと一体となる自然的神秘体験であって、悟りそのものは目標ではなく出発点であるという。一方で、道元は繰り返し無常を強調し、単なる方法論としての「習禅」を退ける。日常生活のすべてが禅定に至る禅修行とみて見性成仏を否定し、坐禅こそが禅定の修証であるとする只管打坐を説くのである。
仏教者はあくまで何ものにも囚われない唯我独尊的な解脱を自立と捉えて、自己確立された空（くう）という無我の理想状態を解脱ないしは涅槃といって尊ぶ。対してキリスト教神秘主義にいう無私とは、全き神の愛を受け取るための自己放棄であり、あくまで究極的な有（ゆう＝在りて有るもの）である神の永遠性を、自らの場に受け容れるための空（くう）なのである。仏教的な悟りからすると、キリスト者が言う恩寵のような、何者かから何ものかを期待し期待される条件設定（契約）こそが解脱を妨げる「とらわれ」であって、万有との合一を目指していまここにある自己の他には何ものにも、つまり神にも自己を超越する神の観念にも捕われない現前する絶対的な空（くう）をこそ理想状態として座り続けるのである（只管打坐）。
キリスト教には始りがあって終わりがある明確で直線的な時間とそれを超えた存在としての「有」があるが、仏教には循環する円環的な時間とそれを超えた場としての「無」しかない。キリスト教と禅仏教の両者の間に究極の実在をどのように捉えるかの違いがあるにせよ、無念無想を通じて禅定に至る坐禅の行法と、十字架のヨハネの言う「魂の暗夜」をくぐり抜けて神人合一に至る神秘思想との間に共通点を見出し、しかもそれを神学理論としてではなく、実際に坐禅を行なって自らの宗教生活の中において実証しようとしたところに、ラッサールの独創性があったと言える。

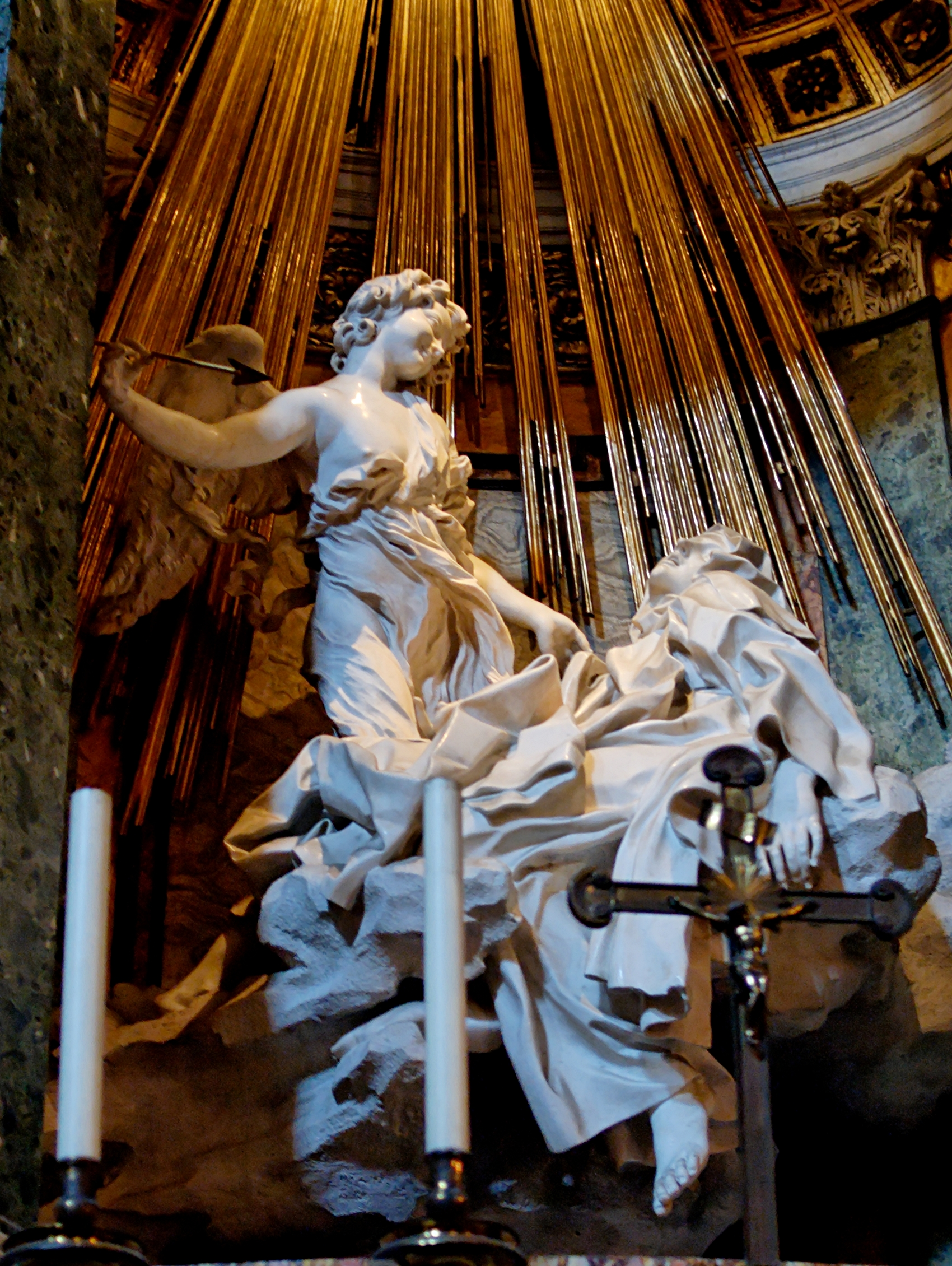
聖テレジアの恍惚
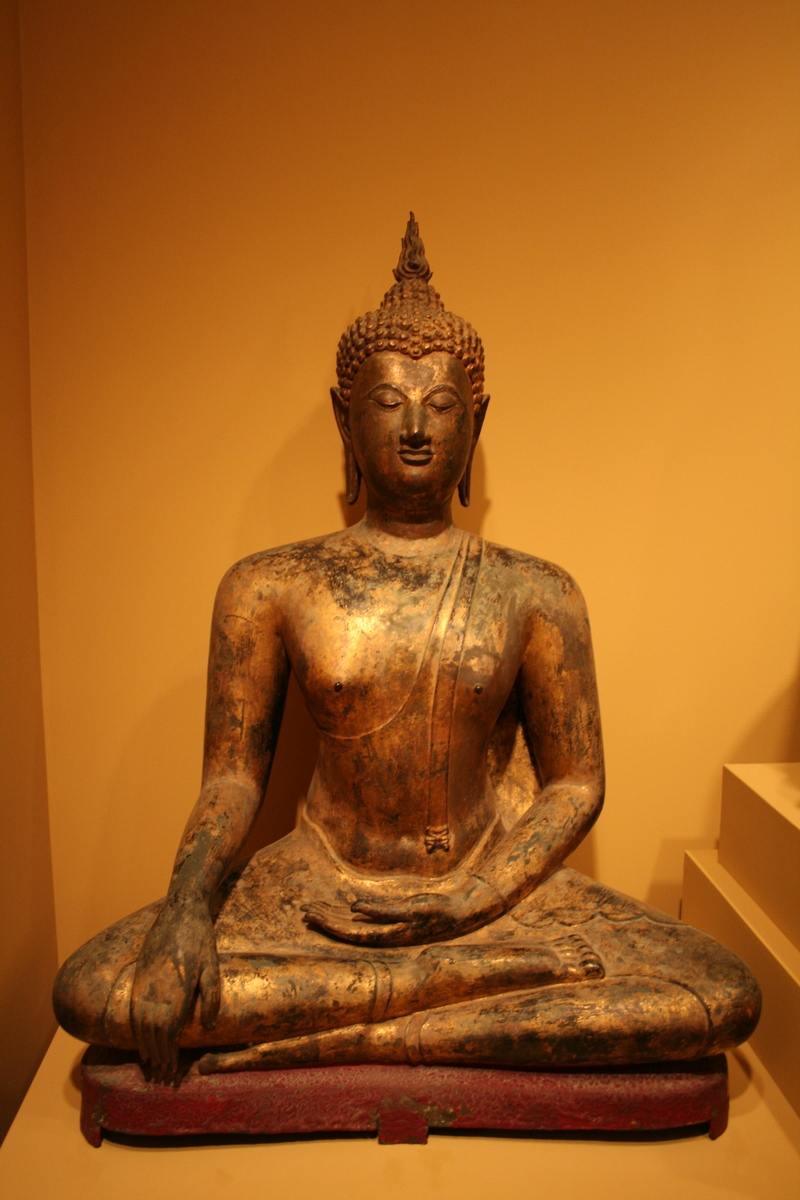
仏陀の悟り
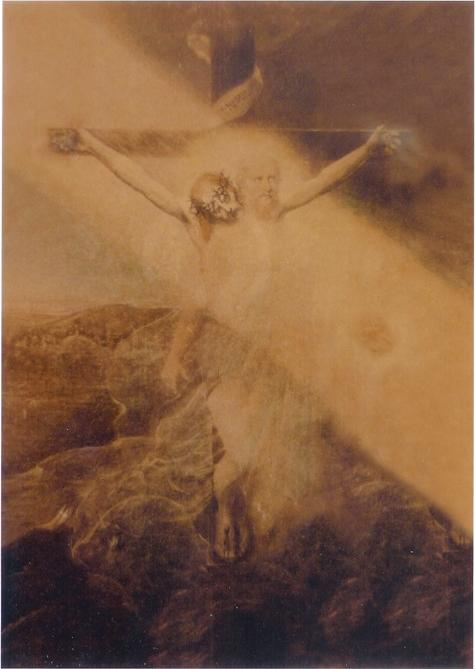
キリストの架刑
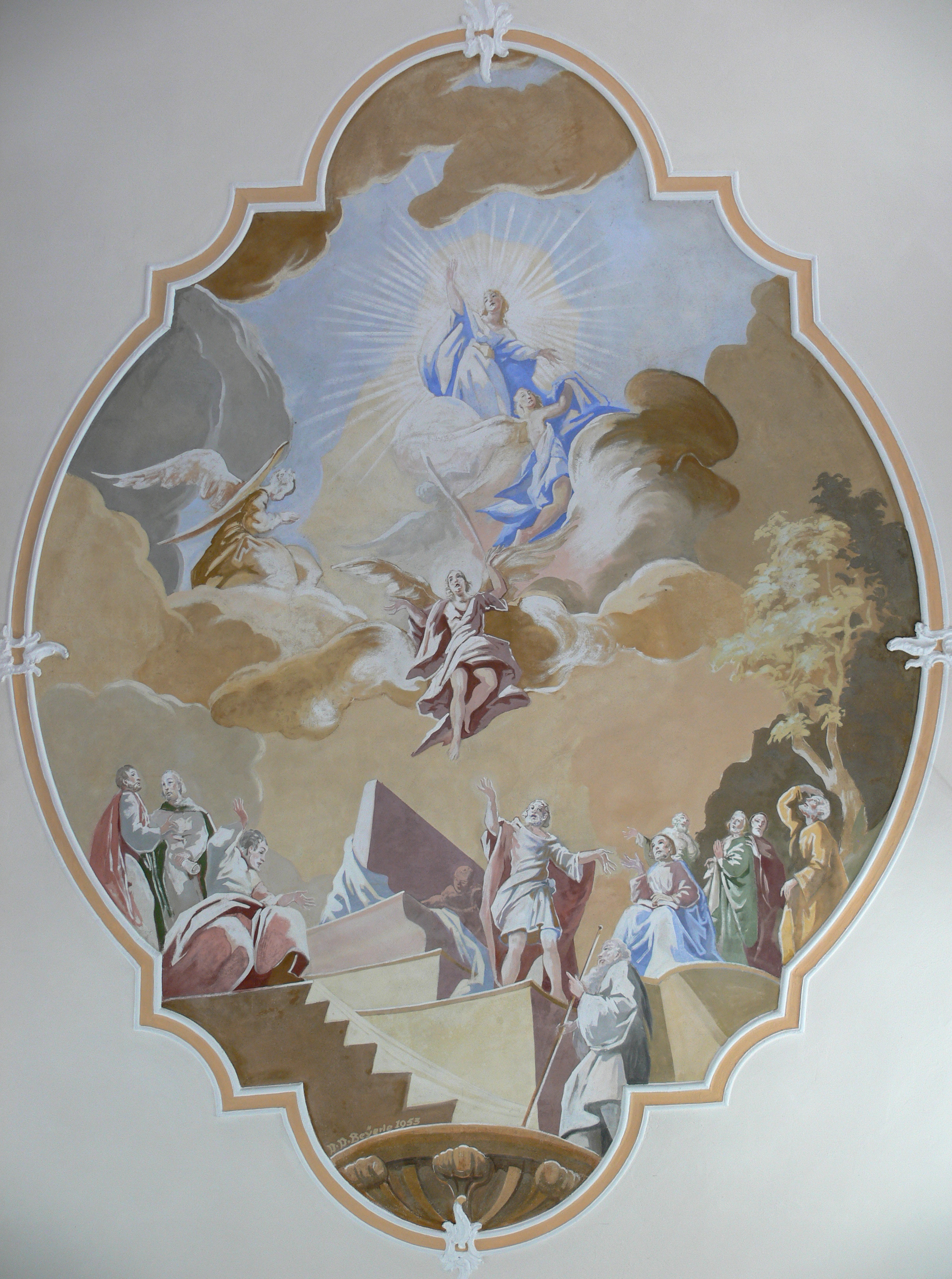
聖母マリアの被昇天

※キリスト教世界と仏教世界にある宗教的な認識の違いを例示するためのものであり、上記#理論の記述に絡めて歴史上の人物であるイエス、マリア、テレサ、および釈迦が実際に画像のようであったと主張するものではない。

### 晩年
広島市郊外可部町南原峡にあった「神冥窟」が南原ダム建設に伴って取り壊されると、1962年（昭和37年）に上智大学に戻り、1969年（昭和44年）には東京都西多摩郡檜原村小岩に「秋川神冥窟」を建てる。90歳で体調を崩すまで、そこで毎年30回ほどの接心を行なった。ラッサールは日本国内外で禅とキリスト教の接合を目指した論文や著作を発表しており、そのためカトリック教会内部からは快く思われず、高位聖職者からの異論を受けることもあったが、キリスト教カトリシズムの現代化に基づいて諸宗教との相互理解に積極的に踏み出した第2バチカン公会議（1962年-1965年）以降、そのような批判も下火となり、ラッサールは日本国内だけでなく日本国外でも広くキリスト教関係者に対して参禅を勧め、自ら指導するようになってゆく。近年では、欧米に広く禅思想を紹介した鈴木大拙以来の「ZENブーム」も手伝って、西洋における禅の実践理論的パイオニアとして、その活動がむしろ積極的に評価されるようになるのである。1993年（平成5年）にはスイスのイエズス会修道院のなかに、ラッサールの名を冠した参禅のための施設「ラサール・ハウス・センター (Zentrum Lassalle Haus)」が建設された例もある。
齢を得てもなお禅の指導や講演活動に精力的に勤しんでいた最中、ラッサールはドイツ滞在中に体調をくずし、聖母マリアの巡礼所のあるドイツ・ヴェストファーレン州ケーヴェラーで、癌による大きな腫瘍の摘出手術を受けた。しかしその後も体力が戻らず、ミュンスターにあるイエズス会の修道院で療養生活を余儀なくされ、日本への帰国を医師から止められてしまう。1990年（平成2年）7月7日に死去。91歳にて没。
かつて「骨が日本の土となるまで」とまで思い定めた故人の日本への強い想いが考慮されて、ドイツで初めてイエズス会士の火葬が許され、その遺骨の一部が広島の世界平和記念聖堂の祭壇左脇に納められている。
禅の修行への傾倒にみられるように、ラッサールは己を厳しく律しながら決して信念を曲げず、世界平和記念聖堂の建設と禅をキリスト教に接合するという大事を為したが、ラッサールに接したことのある日本人の中には、そのことよりもその人柄の方を却って慕い、金髪で長身痩躯の日本人・愛宮真備の想い出を語る人は少なくない。その口癖は「ま、良いでしょう」であったという。

## 主な著作
- 『モスコーかローマか?』中央出版社、1951年。ASIN B000JBCAPS。

- 『真理と恩恵』 上・下、エンデルレ書店、1959年。ASIN B000JAOR5U。

- 『真理と恩恵〈第1部〉自然宗教—カトリック宗教学』（改訂版）エンデルレ書店、1966年。ASIN B000JBED4E。

- 池本喬・志山博訪 訳『禅 - 悟りへの道』理想社、1967年。ASIN B000JA8EPE。

- 上智大学東洋宗教研究所監修 編、柴田健策 訳『禅とキリスト教』春秋社〈シリーズ宗教と経験 1〉、1974年。ASIN B000J9BOQ6。

- 保田史郎 訳『神体験への道としての禅冥想 - 神秘的祈りへの手引』エンデルレ書店、1975年。ASIN B000J9AF8Y。

- 柴田健策 訳『禅と神秘思想』（新装版）春秋社、1994年。ISBN 4-393-28112-8。

## 映像資料
- 『ふるさと発シリーズ被爆61年「平和の鐘よ 鳴り響け-大聖堂建設・ある神父の物語-」』NHK広島放送局制作、2006年8月6日放映（広島県内向け）。NHK広島放送局 平成18年(2004年)・夏「ヒロシマ」特集番組、2010年9月23日閲覧。